# Rio Geamărtălui
O Rio Geamărtălui é um rio da Romênia, afluente do rio Olteţ, localizado no distrito de Dolj,
Olt.